# Chen Shaoguo
Chen Shaoguo, né le 20 janvier 1971, est un athlète chinois, spécialiste de la marche athlétique.

## Biographie
Cinquième des Jeux olympiques de 1992, il remporte la médaille d'or du 20 km marche lors des championnats d'Asie 1993, à Manille, et s'impose l'année suivante lors des Jeux asiatiques, à Hiroshima.

### Palmarès
| Date | Compétition             | Lieu      | Résultat | Épreuve         | Performance     |
| ---- | ----------------------- | --------- | -------- | --------------- | --------------- |
| 1992 | Jeux olympiques         | Barcelone | 5e       | 20 km marche    | 1 h 24 min 6 s  |
| 1993 | Championnats d'Asie     | Manille   | 1er      | 20 km marche    | 1 h 26 min 29 s |
| 1993 | Jeux de l'Asie de l'Est | Shanghai  | 1er      | 20 000 m marche | 1 h 21 min 29 s |
| 1994 | Jeux asiatiques         | Hiroshima | 1er      | 20 km marche    | 1 h 21 min 15 s |

### Records
| Épreuve      | Performance     | Lieu  | Date         |
| ------------ | --------------- | ----- | ------------ |
| 20 km marche | 1 h 19 min 16 s | Pékin | 7 avril 1994 |